# Matthias Eggers
Matthias Eggers (* 28. November 1985) ist ein deutscher Politiker (CDU). Bei der Landtagswahl in Nordrhein-Westfalen 2022 erhielt er ein Abgeordnetenmandat im Landtag von Nordrhein-Westfalen.

## Leben
Matthias Eggers besuchte das Walburgisgymnasium Menden und absolvierte in der Verwaltung des Bundes eine Ausbildung zum Verwaltungsfachangestellten. Er schloss ein journalistisches Studium mit Volontariat an und wechselte 2010 in die Kommunikationsberatung. Von 2015 bis zur Wahl in den Landtag war er Geschäftsführer einer Kommunikationsagentur.

## Partei und Politik
Eggers trat der CDU 2002 bei. Seit 2009 vertritt er seine Partei im Rat der Stadt Menden. Er erhielt 2022 ein Direktmandat im Landtagswahlkreis Märkischer Kreis II.